# Thorpe in the Glebe
Thorpe in the Glebe – wieś w Anglii, w hrabstwie Nottinghamshire. Leży 15 km na południe od miasta Nottingham i 161 km na północny zachód od Londynu.